# All-Ireland Senior Football Championship 1938
L'All-Ireland Senior Football Championship 1938 fu l'edizione numero 52 del principale torneo di calcio gaelico irlandese. Galway batté in finale Kerry ottenendo il secondo trionfo della sua storia.

## Semifinali
| Dublino 14 agosto 1938 | Galway | 2-10 – 2-03 | Monaghan | Croke Park |

| Dublino 21 agosto 1938 | Kerry | 2-06 – 2-04 | Laois | Croke Park |

### Finale
| Dublino 25 settembre 1938 | Galway | 3-03 – 2-06 | Kerry | Croke Park (68950 spett.) |

| Dublino 23 ottobre 1938 | Galway | 2-04 – 0-07 | Kerry | Croke Park (47851 spett.) |